# Cetatea Hotin (rezervație peisagistică)
Cetatea Hotin (în ucraineană Хотинська фортеця) este o rezervație peisagistică de importanță locală din raionul Hotin, regiunea Cernăuți (Ucraina), situată la periferia nord-estică a orașului Hotin, lângă cetatea Hotin.
Suprafața ariei protejate constituie 22 de hectare și a fost înființată în anul 2004 prin decizia consiliului regional. Statutul a fost acordat pentru a păstra pitorescul peisaj natural de pe malul drept al râului Nistru, complexul istoric și arhitectural al cetății, precum și formațiunile geologice și geomorfologice situate pe teritoriul rezervației. Pe versanții dealurilor și râului cresc o varietate de arbuști și plante medicinale.